# Салмисту
Са́лмисту (эст. Salmistu), ранее также Са́льмисто и Са́льмист — прибрежная деревня на севере Эстонии в волости Куусалу, уезд Харьюмаа. 

## География и описание
Расположена в 27 километрах к востоку от Таллина, на берегу залива Колга. Высота над уровнем моря — 8 метров. 
Климат умеренный. Официальный язык — эстонский. Почтовый индекс — 74629.

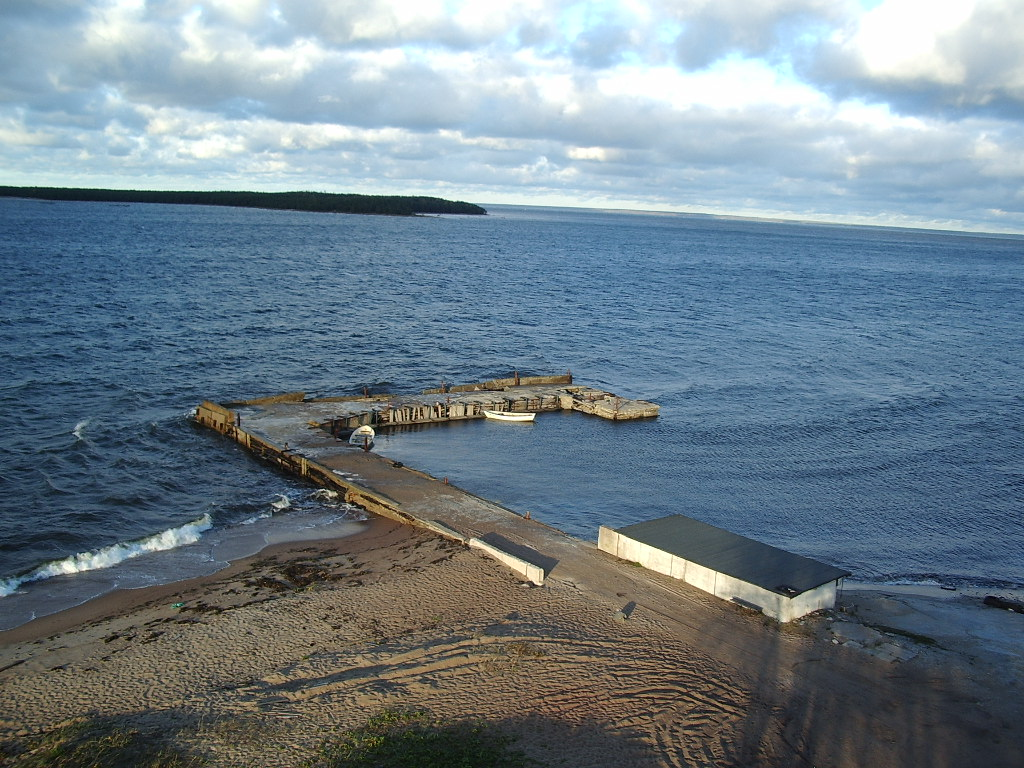
Лодочный причал в Салмисту

В деревне есть песчаный пляж и лодочный причал.

## Население
По данным переписи населения 2021 года, в деревне проживал 161 человек, из них 148 (91,9 %) — эстонцы.
Численность населения деревни Салмисту по данным переписей населения:
| Год  | 1959 | 1970 | 1979 | 1989 | 2000 | 2011  | 2021  |
| ---- | ---- | ---- | ---- | ---- | ---- | ----- | ----- |
| Чел. | 70   | ↘ 33 | ↘ 18 | ↘ 13 | ↗ 21 | ↗ 106 | ↗ 161 |

## История
В письменных источниках 1455 года упоминается Zalmes, 1517 года — Salmiss, 1586 года — Sallmisz, конца XVII века — Sallmosz, 1839 года — Salmisto. 
На военно-топографических картах Российской империи (1846–1863 годы), в состав которой входила Эстляндская губерния, деревня обозначена как Салмистъ.